# Baloda
Baloda là một thị xã và là một nagar panchayat của quận Janjgir-Champa thuộc bang Chhattisgarh, Ấn Độ.

## Địa lý
Baloda có vị trí 22°09′B 82°29′Đ / 22,15°B 82,48°Đ Nó có độ cao trung bình là 280 mét (918 foot).

## Nhân khẩu
Theo điều tra dân số năm 2001 của Ấn Độ, Baloda có dân số 11.331 người. Phái nam chiếm 51% tổng số dân và phái nữ chiếm 49%. Baloda có tỷ lệ 66% biết đọc biết viết, cao hơn tỷ lệ trung bình toàn quốc là 59,5%: tỷ lệ cho phái nam là 76%, và tỷ lệ cho phái nữ là 55%. Tại Baloda, 14% dân số nhỏ hơn 6 tuổi.